# Homme-lion
L’homme-lion (en allemand : Löwenmensch) est une sculpture en ivoire de mammouth datant de l'Aurignacien (Paléolithique supérieur). C'est l'une des plus anciennes connues à ce jour[réf. nécessaire]. Elle représente un lion des cavernes dont la position verticale lui donne une allure humaine. Cette dualité en fait une créature thérianthrope. 
L'homme-lion est aujourd'hui exposé au musée (de) d'Ulm, en Allemagne.

## Historique
Des morceaux d'ivoire de mammouth sont découverts le 25 août 1939, une semaine avant le début de la Seconde guerre mondiale, dans la grotte de Hohlenstein-Stadel (Bade-Wurtemberg), lors de recherches dirigées par Robert Wetzel et Otto Völzing. Ce n'est qu'en 1969 que Joachim Hahn identifie les fragments comme les parties d'une représentation figurative. La sculpture est complétée et restaurée en 1987-1988 par Ute Wolf et Elisabeth Schmid (de). Son âge est alors estimé à 32 000 ans. On pense[Qui ?] d'abord qu'elle représente un mâle, puis les auteurs de sa reconstitution identifient qu'il s'agissait plutôt d'une femelle[réf. nécessaire]. L'absence systématique de crinière dans les représentations préhistoriques de lions des cavernes ne permet pas de trancher la question, car il semble que ni mâles ni femelles n'en aient eu.
En 2010 et 2011, des fouilles à l'entrée de la grotte révèlent la présence d'autres morceaux de la statue, et permettent une nouvelle datation à 40 000 ans. Sa reconstitution est achevée en 2013. La sculpture, recomposée à partir de plus de 300 fragments d'ivoire de mammouth, est maintenant presque complète.

## Description
La statuette est taillée dans une défense droite de mammouth, soit un mâle de 12 ou 15 ans, soit une femelle adulte, la tête dirigée vers la pointe. Les assemblages successifs des fragments ont progressivement fait croître sa taille : 28,1 cm en 1969, 29,6 cm en 1988. Sa dernière restauration en 2013 l'a fait atteindre 31,1 cm, de hauteur.
Certains attributs de la statuette sont ceux d'un lion des cavernes : la tête, le tronc, certaines proportions entre les membres. La principale caractéristique humaine est la posture debout de la statuette. Ce mélange de traits en fait un être thérianthrope.
Le sexe de la statuette a fait débat. La restauration de 2013 a permis de remonter la partie pubienne, faisant apparaître que l'homme-lion est un mâle.

## Interprétation et découvertes similaires
L'interprétation de la statuette est très difficile. Il y a plusieurs ressemblances avec certaines peintures pariétales françaises, montrant elles aussi des créatures hybrides (par exemple à la grotte Chauvet)[réf. souhaitée]. Toutefois, celles-ci sont plus jeunes de plusieurs millénaires.
Il est possible que l'homme-lion ait joué un rôle important dans la mythologie des humains du début du Paléolithique supérieur[réf. nécessaire].
Le traitement de certaines partie de la statuette pourrait aussi faire penser qu'elle représente un homme vêtu de la peau d'un lion.
Une sculpture similaire, plus petite mais représentant également un homme-lion, a été découverte par l'archéologue Nicholas Conard en 2002 dans la grotte de Hohle Fels, dans la même région, avec d'autres statuettes d'animaux et une Vénus. Datées de 40 000-35 000 ans[réf. nécessaire] avant le présent, ces statuettes relèvent de la culture aurignacienne, correspondant à l'arrivée de l'homme moderne en Europe, au tout début du Paléolithique supérieur.